# Attagenus brunneus
Attagenus brunneus es una especie de coleóptero de la familia Dermestidae.
Mide 2.9–5 mm. Se lo encuentra a menudo en el interior de las casas, donde es una plaga de alimentos almacenados y ropa.
Se distribuyen por el Holártico: norte de África, Europa y Asia; ha sido introducido en Norteamérica.